# بن هریسون (بازیکن فوتبال، زاده ۱۹۹۷)
بن هریسون (انگلیسی: Ben Harrison؛ زادهٔ ۲ مارس ۱۹۹۷) بازیکن فوتبال اهل بریتانیا است.
از باشگاه‌هایی که در آن بازی کرده‌است می‌توان به باشگاه فوتبال ای‌اف‌سی ویمبلدون اشاره کرد.